# José Mariano Felipe Gálvez

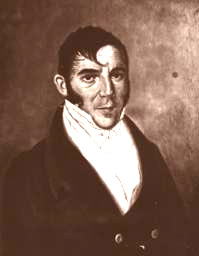
José Mariano Felipe Gálvez

José Mariano Felipe Gálvez (* zwischen 29. August 1790 und 26. Mai 1794 in Guatemala-Stadt; † 29. März 1862 in Mexiko-Stadt) war von 28. August 1831 bis 3. März 1838 Jefe Supremo der Provinz Guatemala in der Zentralamerikanische Konföderation.

## Leben
Gálvez wurde als Neugeborener in einem Korb vor dem Haus des Priesters Toribio Carvajal gefunden, welcher ihn ins Haus von Gertrudis de Gálvez, einer der reichsten Familien, brachte, wo er adoptiert wurde, Namen und Bildung erhielt. Sein Geburtsdatum wird zwischen dem 29. August 1790 und dem 26. Mai 1794 eingegrenzt. Seine ersten Studien machte er auf dem Colegio San José de los Infantes. Er erhielt seinen Doktortitel in Rechtswissenschaft am 16. Dezember 1819. Die Familie, in welcher er aufwuchs, war mit Juan Nepomuceno Barrundia Cepeda, dem Parteiführer der Fiebres, wie sich die Partido Liberal damals nannte, verwandt. Gálvez war Mitglied der Fiebres. In Gabino Gaínza Regierungszeit vom 15. September 1821 bis zum 23. Juni 1822 war er dessen persönlicher Berater und war wie dieser ein Verfechter der Annexion der Zentralamerikanischen Provinzen durch Mexiko. Im ersten Parlament der Zentralamerikanischen Konföderation am 6. Februar 1825 war er Abgeordneter und Parlamentspräsident.
Im August 1831 wählten die Cabildos de Españoles Gálvez zum Jefe Supremo der Provinz Guatemala.
In seiner Amtszeit wurden liberale Reformen durchgeführt und die Ideale der französischen Revolution propagiert. Ein Strafrecht entsprechend dem Código Penal de Livingston wurde eingeführt und Freiheitsstrafen in Klöstern, welche ab 1830 in Modellgefängnisse säkularisiert worden waren, verbüßt. Im kolonialen Guatemala wurden Urteile durch Real Audiencia entschieden, der neue Souverän führte ein Rechtspflegesystem mit Richtern ein. Er führte auch eine Kopfsteuer ein.

## Kabinett
Sein Stellvertreter in der ersten Amtszeit war Simon Vasconcelo, sein Berater war Juan Antonio Martinez. In der zweiten Amtszeit war sein Stellvertreter Pedro J. Valenzuela, 1836 war sein Berater Mariano Sanchez de Leon, ab Juli 1838 Mariano Rivera Paz.

## Die laizisitische Provinz Guatemala
Die katholische Kirche wurde aus zivilen Aufgaben des Melde-, Bildungs- und Gerichtswesens gedrängt, was als Trennung von Staat und Kirche bezeichnet wird. Das zivile Meldewesen wurde dem Taufregister und der katholischen Eheschließung und -scheidung zur Seite gestellt. Briefe wurden gelesen und korrigiert, Kircheneigentum wurde säkularisiert. Der Erzbischof Ramón Casaus y Torres wurde ausgewiesen. Im Juli 1832 wurde der Diezmo, eine Kirchensteuer, abgeschafft. Aus den Kirchenbilanzen geht hervor, dass Mariano Gálvez ein treuer Kirchensteuerzahler war, mit Übernahme des Amtes als Supremo Jefe aber damit aufhörte. Eine Gesetzesvorlage, nach welcher Nonnen die Klöster verlassen durften und ihre Mitgift, welche sie eingebracht hatten, mitnehmen durften, passierte am 27. Februar 1834 das Provinzparlament. Eine Reihe katholischer Feiertage wurde abgeschafft.

## Außenpolitik
Er unterschrieb die Unabhängigkeitserklärung vom 15. September 1821. Am 6. August 1834 unterzeichnete er mit einem britischen Privatmann einen Vertrag über den Bau einer Straße durch Izabal, las Verapaces, Petén von Guatemala-Stadt nach Belize in 20 Jahren, wofür er Großbritannien Belize überließ.

## Bildungswesen
1829 wurden durch ein Gesetz der Zentralamerikanischen Konföderation den religiösen Orden die Rechtsfähigkeit entzogen und 1830 die Bildung von Konventen verboten. Auch im Bildungswesen wurde die katholische Kirche aus ihren Funktionen gedrängt. Bei der Schließung der katholischen Bildungsstätten wurde auch für eine Bildungsstätte, welche eine seiner Töchter besuchte, keine Ausnahme gemacht.
1835 führte er mit Antonio Rivera Cabezas das Konzept der Lancasterschule ein. Die Obmannschüler erhielten die Bezeichnung „Monitores“. In seiner Amtszeit wurden im rassistischen Guatemala Stipendien mit dem Namen Becas de Guadalupe auch an Indigenas vergeben. Er dekretierte die Gründung einer Bergbauschule und einer Hauswirtschaftsschule. Die Universidad de San Carlos de Guatemala hatte 1830 das Archiv des Convento de Santo Domingo erhalten. Zwischen 16. September 1832 und 6. März 1840 war die Universidad de San Carlos de Guatemala durch die Academia de Estudios ersetzt. In seiner Amtszeit wurde das Museo Nacional gegründet.

## Cholera
Aus Europa und Mexiko war die Cholera schon vorher gemeldet worden, welche in Mariano Galvez Regierungszeit 1837 in Guatemala grassierte. Es wurde verfügt, dass Leichen innerhalb von sechs Stunden begraben sein müssten, und Quarantäne über die Provinzgrenzen verfügt. Dem Wasser wurden Chemikalien beigefügt, um es sicher trinkbar zu machen. Seine politischen Gegner machten ihn für die Zustände, unter welchen sich die Cholera ausbreiten konnte, verantwortlich. Sie hetzten, er vergifte die Flüsse.
Als sich Mariano Gálvez gegen die Partido Liberal wandte, gründete Barrundia eine Zeitung, welche sich der Dekomposition von Galvez widmete.

## Der Aufstand
Am Fluss Mataquescuintla in den Bergen des Departamento Santa Rosa führte José Rafael Carrera Turcios einen Guerillakrieg mit Indigenas gegen die Fiebres.
Mariano Gálvez sparte beim Militär und bot den Gefangenen der Modellgefängnisse, so es sich um keine Räuber oder Mörder handelte, an, in seiner Miliz zu dienen.
Am 1. Februar 1838 ließ Rafael Carrera Guatemala-Stadt von 10.000 Indigenas besetzen. Der Stellvertreter des Jefe Supremo der Zentralamerikanischen Konföderation, José Gregorio Salazar Lara floh mit seiner Familie ins Haus eines Freundes, Doktor Quirino Flores, des Bruders von Cirilo Flores, und wurde dort getötet. Mariano Gálvez ergriff die Flucht.
Später setzte Carrera durch, das Mariano Rivera Paz von der Partido Conservador zum neuen Jefe Supremo ernannt wurde.
Gálvez äußerte, bevor er im Exil in Mexiko-Stadt starb, das Vaterland solle seine sterblichen Überreste nicht besitzen. Das Vaterland kam diesem Wunsch nicht nach, sondern überführte 1925 seine Asche vom Cementerio de San Fernando in die Antigua Escuela de Derecho in Guatemala-Stadt.